# Cynthia Watros

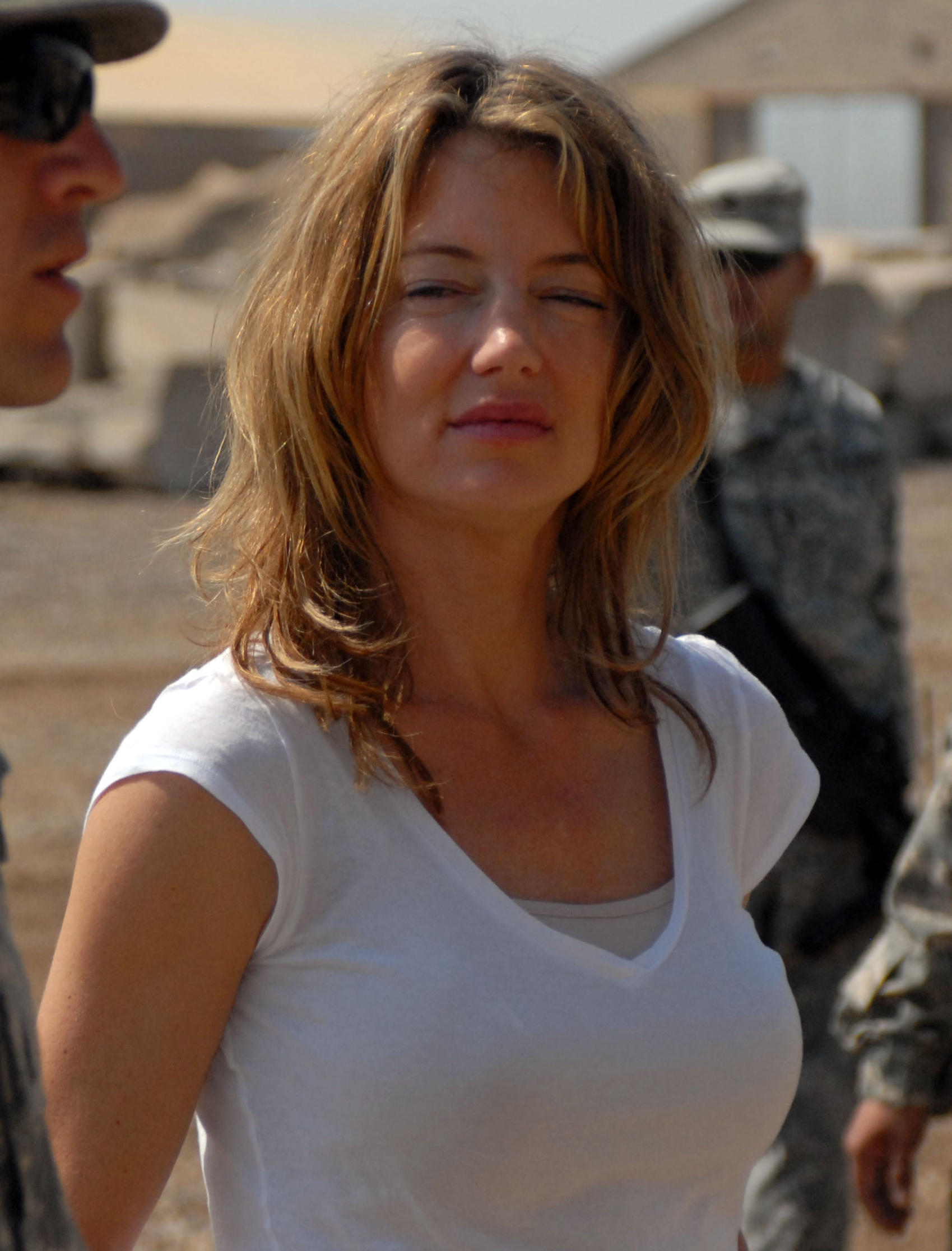
Cynthia Watros 2008

Cynthia Michele Watros (* 2. September 1968 in Lake Orion, Michigan) ist eine US-amerikanische Schauspielerin.

## Leben
Cynthia Watros ist Absolventin der Boston University, wo sie den Grad eines Bachelor of Fine Arts erlangte. Ihr Debüt als Schauspielerin gab sie 1994 in einer Episode der US-amerikanischen Fernsehserie New York Undercover.
Dem deutschen Publikum dürfte Cynthia Watros vor allem durch die ebenfalls in den USA produzierten Sitcoms Ein Witzbold namens Carey und Titus ein Begriff sein. Seit 1996 ist sie mit Curtis Gilliland verheiratet, der auch der Vater ihrer 2001 geborenen Zwillinge Emma Rose Marie und Sadie Anna Marie ist.
1998 gewann sie einen Emmy in der Kategorie „Beste Hauptdarstellerin in einer Dramaserie“.
Watros und ihre Schauspielkollegin Michelle Rodríguez wurden beide am Morgen des 1. Dezembers 2005 in Kailua (Hawaii) verhaftet, wo auch Lost gedreht wurde. Beide fielen durch Alkohol am Steuer auf, wurden jedoch gegen 500 Dollar Kaution wieder freigelassen. Fünf Monate später wurden beide Charaktere in der Episode Zwei für unterwegs ermordet, was einige Kritiker zu der Spekulation kommen ließ, dies sei eine Strafe für ihren Arrest. Rodríguez und die Produzenten stritten dies jedoch ab und erklärten, dass dies von Anfang an geplant gewesen sei.

## Filmografie
- 1987–2007: Springfield Story (The Guiding Light, Fernsehserie, 111 Folgen)
- 1994: New York Undercover (Fernsehserie, Folge 1x08)
- 1995: Cafe Society
- 1997: Finger weg, Liebling! (His and Hers)
- 1997: Chaos City (Spin City, Fernsehserie, Folge 1x19)
- 1998: Profiler (Fernsehserie, Folge 3x07)
- 1998: Another World (Fernsehserie, 2 Folgen)
- 1999: Blink of an Eye
- 2000: Mercy Streets – Straße der Vergebung (Mercy Streets)
- 2000–2002: Titus (Fernsehserie, 54 Folgen)
- 2001: Yellow Bird (Kurzfilm)
- 2002: P.S. Your Cat Is Dead!
- 2002: A Nero Wolfe Mystery (Fernsehserie, 2 Folgen)
- 2002–2004: Drew Carey Show (The Drew Carey Show, Fernsehserie, 52 Folgen)
- 2004: Duane Incarnate
- 2005: Just Pray (Kurzfilm)
- 2005–2006, 2008, 2010: Lost (Fernsehserie, 21 Folgen)
- 2008: American Crude
- 2009: Gossip Girl (Fernsehserie, Folge 2x24)
- 2009: Criminal Minds (Fernsehserie, Folge 5x03)
- 2009: Calvin Marshall
- 2009: In Plain Sight – In der Schusslinie (In Plain Sight, Fernsehserie, Folge 2x03)
- 2009: CSI: Vegas (CSI: Crime Scene Investigation, Fernsehserie, Folge 9x24)
- 2010: Mars
- 2010: Dr. House (House, Fernsehserie, 7 Folgen)
- 2010: Desperate Housewives (Fernsehserie, Folge 7x09)
- 2012: A Smile as Big as the Moon (Fernsehfilm)
- 2012: Electrick Children
- 2012: Grey’s Anatomy (Fernsehserie, Folge 8x22)
- 2012: Hawaii Five-0 (Fernsehserie, Folge 3x03)
- 2013–2014: Video Game High School (Webserie, 6 Folgen)
- 2013–2015: Schatten der Leidenschaft (The Young and the Restless, 47 Folgen)
- 2014–2015: Finding Carter (Fernsehserie, 36 Folgen)
- 2017: Destruction: Los Angeles
- seit 2019: General Hospital (Fernsehserie)